# Пам'ятник Леніну (Київ)
Пам'ятник Володимиру Леніну — колишній пам'ятник у столиці України місті Києві російському революціонеру Володимиру Леніну (організатор збройного Жовтневого перевороту восени 1917 р., ініціатор Громадянської війни в Росії, засновник і керівник партії більшовиків); радянському політичному діячеві (перший Голова Раднаркому — уряду РРФСР, один з головних творців СРСР), теоретику і поширювачу ідей комунізму, лідеру світового міжнародного комуністичного руху. Пам'ятник простояв від 5 грудня 1946 до 8 грудня 2013 року, коли був повалений повсталим народом під час Євромайдану.

## Загальна інформація
Пам'ятник стояв в історичній місцевості Бессарабка, на розі бульвару Тараса Шевченка та вулиці Хрещатик, перед Бессарабською площею (навпроти Бессарабського ринку).
У часи Другої світової війни на місці, де встановили монумент, була розміщена шибениця, де німецькі військові проводили публічні страти заручників.
Автори пам'ятника — скульптор С. Д. Меркуров, архітектори О. В. Власов і В. Д. Єлізаров.

## Опис
Пам'ятник являв собою постать Володимира Леніна з червоного полірованого граніту (заввишки 3,45 м), що була встановлена на циліндричному постаменті (заввишки 6,8 м; діаметр 1,88 м) з чорного полірованого лабрадориту на квадратному гранітному стилобаті з пологими сходами.
У центрі постаменту напис «Ленін». З боків постаменту викарбувано фрази: «Ніколи не переможуть того народу, в якому робітники і селяни в більшості своїй пізнали, відчули і побачили, що вони відстоюють свою, радянську владу — владу трудящих, що вони відстоюють ту справу, перемога якої їм та їх дітям забезпечить можливість користуватися всіма благами культури, всім, що створено людською працею. Ленін» та «При єдиній дії пролетарів великоруських та українських вільна Україна можлива. Без такої єдності про неї не може бути й мови. Ленін».

## Історія
Пам'ятник Володимиру Леніну в Києві було відкрито 5 грудня 1946 року. В роботі над ним взяли участь московські фахівці.
Постановою Ради міністрів УРСР від 21 липня 1965 року № 711 монумент було занесено до списку пам'ятників мистецтва, історії та археології республіканського значення.
За СРСР основним місцем проведення урочистих заходів з приводу радянських свят був пам'ятник Жовтневій революції на однойменній площі (зараз Майдан Незалежності), після знесення якого 1991 року, саме пам'ятник Леніну біля Бесарабки став ареною влаштування мітингів і зборів прорадянськи налаштованих сучасних українських партій лівого спрямування (Комуністична партія України, Соціалістична партія України, Прогресивна соціалістична партія України та деякі інші).
Від кінця 1980-х років постійно лунають звернення й закиди патріотично налаштованих громадських і політичних діячів, товариств і політичних партій, окремих громадян щодо демонтажу монумента; крім того, було здійснено ряд вандальних дій щодо монумента (його неодноразово обливали синьою і червоною фарбою). Однак, попри вимоги українських націоналістичних сил щодо знесення пам'ятника Леніну в цей час (кін. 2000-х) домінантною позицією влади є та, за якою монумент являє цінність (принаймні художню), відтак знесенню не підлягає.[джерело?]
Постановою Кабінету Міністрів України від 3 вересня 2009 року № 928 попередня постанова Ради міністрів УРСР 1965-го року була скасована. Водночас пам'ятник не увійшов у новий перелік об'єктів культурної спадщини національного значення.

### Пошкодження 2009 року

Вигляд скульптури Леніна 1 липня 2009 року

Проти ночі 30 червня 2009 року група осіб, що назвалися членами невідомого раніше широкому загалу українського націоналістичного угрупування, пошкодили пам'ятник Леніну на бульварі Шевченка, оббивши в скульптури ніс і ліву руку приставивши до пам'ятника розкладну металеву драбину й за допомогою кувалди, зубила та молотка нанесли статуї зазначені пошкодження, також принагідно знімаючи свої дії на плівку й потому виклавши відеозапис на YouTube. Членів групи ще вночі затримала київська міліція, а вже на ранок 30 червня проти них було порушено кримінальну справу за ч. 2 ст. 296 Кримінального кодексу (хуліганство).
Пошкоджувачі монумента заявляють, що їхні дії мали на меті звернути увагу суспільства на вшанування й монументальне увічнення осіб, що боролися з проявами української незалежності, безпосередньо ініціювали геноцид українського народу Голодомор, знищували діячів української культури тощо, а також були приурочені до 102-ї річниці від дня народження Романа Шухевича, головнокомандувача УПА, голови Секретаріату УГВР. Свої дії також аргументували виконанням указу Президента України № 856/2008.

#### Наслідки

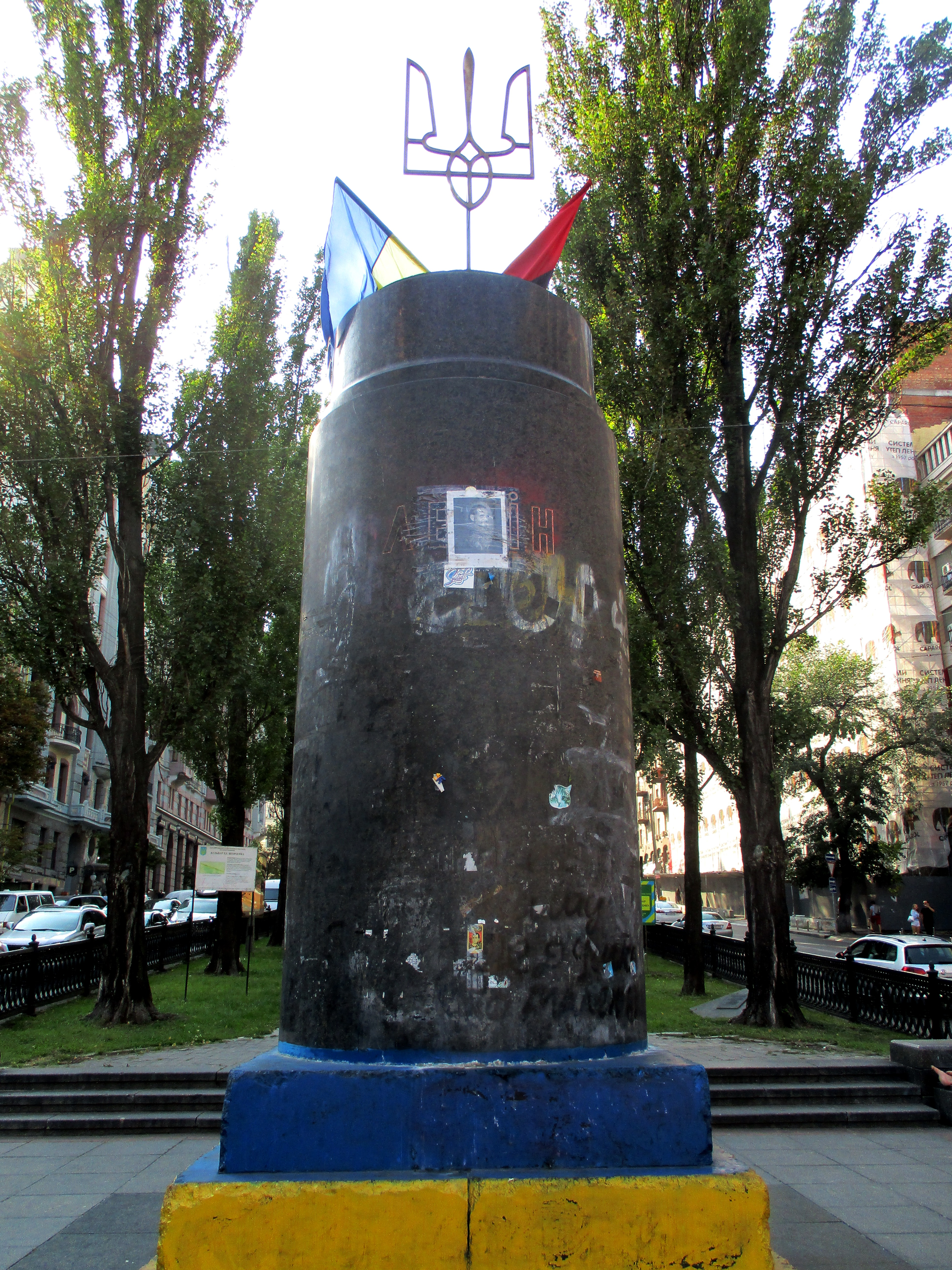
Герб України на місці поваленого пам'ятника Леніну (2019)

Негайною реакцією українських комуністів була вимога засудити дії "вандалів" й відновити пошкоджений монумент; паралельно з цим низка українських національних організацій і окремі діячі політики і культури зробили заяви про потребу термінового повного демонтажу пам'ятника, який остаточно втратив художню цінність.
На захист 5-х осіб, що пошкодили пам'ятник Леніну, виступили 43 народних депутати, відомі державні і громадські діячі — Левко Лук'яненко, Ігор та Ірина Калинці, Юрій Шухевич.
3 липня близько 40 громадських організацій створили Комітет декомунізації, для захисту українських патріотів та повного очищення Києва та України від тоталітарних символів. Наприкінці серпня Світовий Конгрес Українців звернувся до Прем'єр-Міністра України з вимогою позбавити пам'ятник Леніну на Бульварі Шевченка статусу пам'ятки.
3 вересня 2009 року, під тиском громадськості, Кабінет Міністрів України прийняв Постанову № 928, якою пам'ятник В. Леніна на Бульварі Шевченка був позбавлений статусу пам'ятки національного значення.
19 квітня 2013 року Шевченківський районний суд м. Києва ухвалив рішення, за яким Микола Коханівський отримав 3 роки умовно, інші фігуранти судової справи — по 2 роки умовно. Їхній адвокат заявив, що на вирок суду буде подана апеляція.

### Повалення
Пам'ятник зазнав пошкоджень під час подій на Євромайдані, зокрема, під час велелюдних демонстрацій 24 листопада та 1 грудня 2013 року.
Під час демонстрації 1 грудня постамент, на якому стояв пам'ятник, було розмальовано. Його закликав знести провокатор. Спроба завалення зазнала невдачі, після чого спецпризначенці оточили пам'ятник, відтіснивши натовп від нього.
8 грудня, у день велелюдного мітингу, близько 18-ї години пам'ятник повалила і зруйнувала група людей, переважно у масках. Під час знесення люди скандували: «Янукович, ти наступний!». Міліція спостерігала за знесенням, але не втручалася. Натовп людей оточив рештки пам'ятника, а безпосередньо біля нього люди намагалися розколоти його на шматки кувалдою. Відколені невеликі шматки розходилися на сувеніри.. На думку деяких кореспондентів, акцію здійснили ультраправі радикали. Відповідальність за знесення пам'ятника взяло на себе ВО «Свобода». В подальшому, особливо після перемоги прихильників Євромайдану, в Україні розгорнулася стихійна кампанія знесення пам'ятників Леніна, що отримала назву «Ленінопад».

## Сьогодення
9 липня 2016 року було представлено артоб'єкт на місці знесеного пам'ятника Леніну у вигляді металевих сходів, які піднімаються на висоту постаменту, а потім спускаються донизу. Конструкцію розробила мексиканська художниця Синтія Ґутьєррес. Вона перемогла в конкурсі на найкращий проект художньої інтервенції. Артоб'єкт був відкритий для прогулянок до 14 липня 2016 року.
27 вересня 2018 перед постаментом, що залишився від поваленого пам'ятника, з боку Бессарабського ринку відкрита скульптура «Середній шлях» румунського скульптора Богдана Раци у вигляді людської руки синього кольору. Скульптура символізує дружбу та спілкування. Її особливістю є те, що обидві сторони руки — тильні, долоні немає.
У 2019 році бізнесмен Гарік Корогодський запропонував меру Києва Віталію Кличку побудувати в історичній місцевості «Бессарабка» пам'ятник цукрозаводчику Лазарю Бродському. Про це повідомив Гарік Корогодський на своїй сторінці Facebook: «Повторю свою пропозицію п'ятирічної давності. Я готовий профінансувати пам'ятник на місці Володимира Леніна на «Бессарабці». Можу дати на вибір п'ять прізвищ, хоча вважаю, що це місце створене для цукрозаводчика Лазаря Бродського», - зазначив Гарік Корогодський.

## Галерея

Вид пам'ятника зі сходами
Вигляд постаті Леніна в середині травня 2009 року
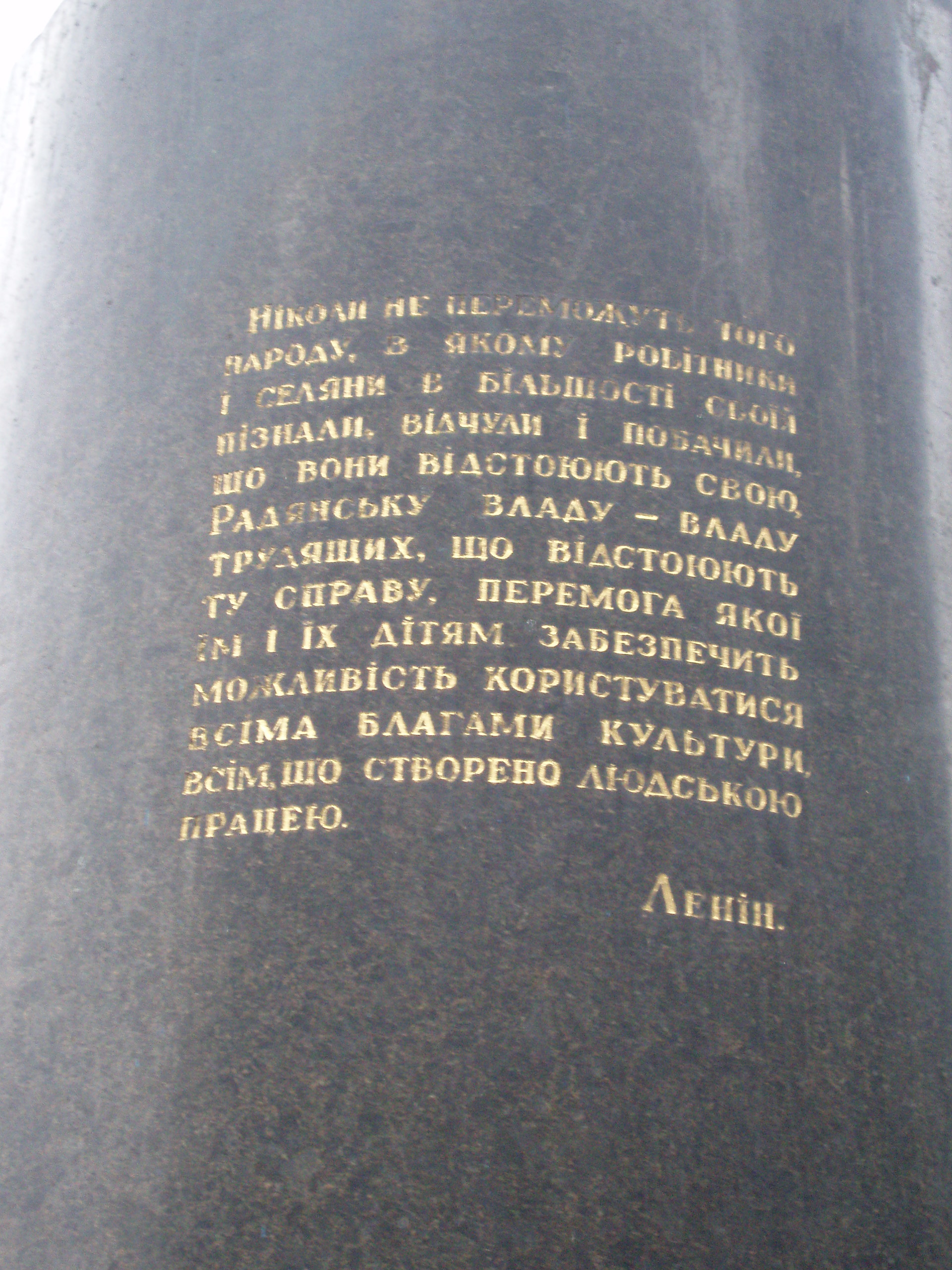
Цитата Леніна на постаменті пам'ятника
Вигляд пам'ятника 1 липня 2009 року (після пошкодження 30 червня 2009 року)
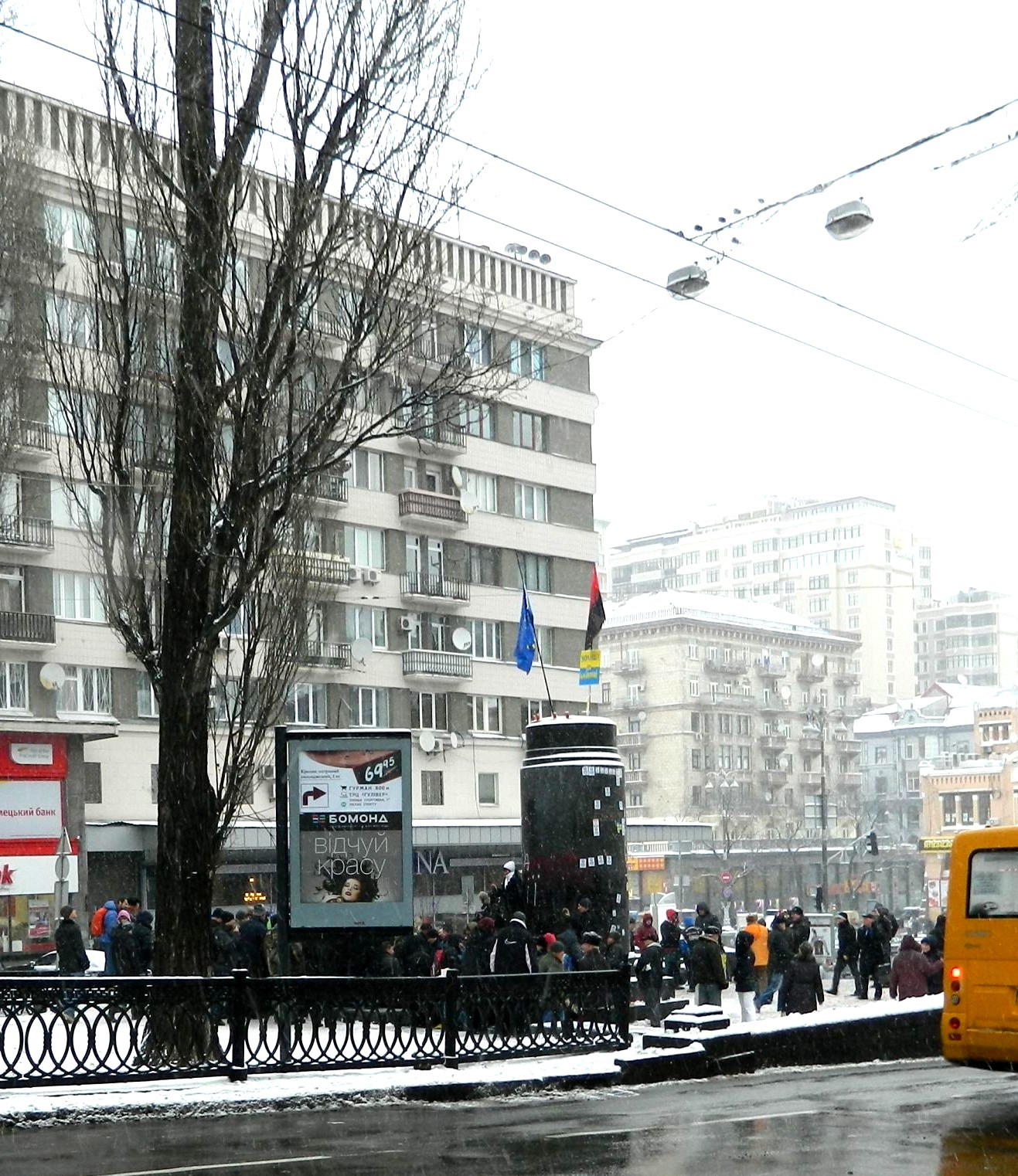
На другий день після повалення пам'ятника.
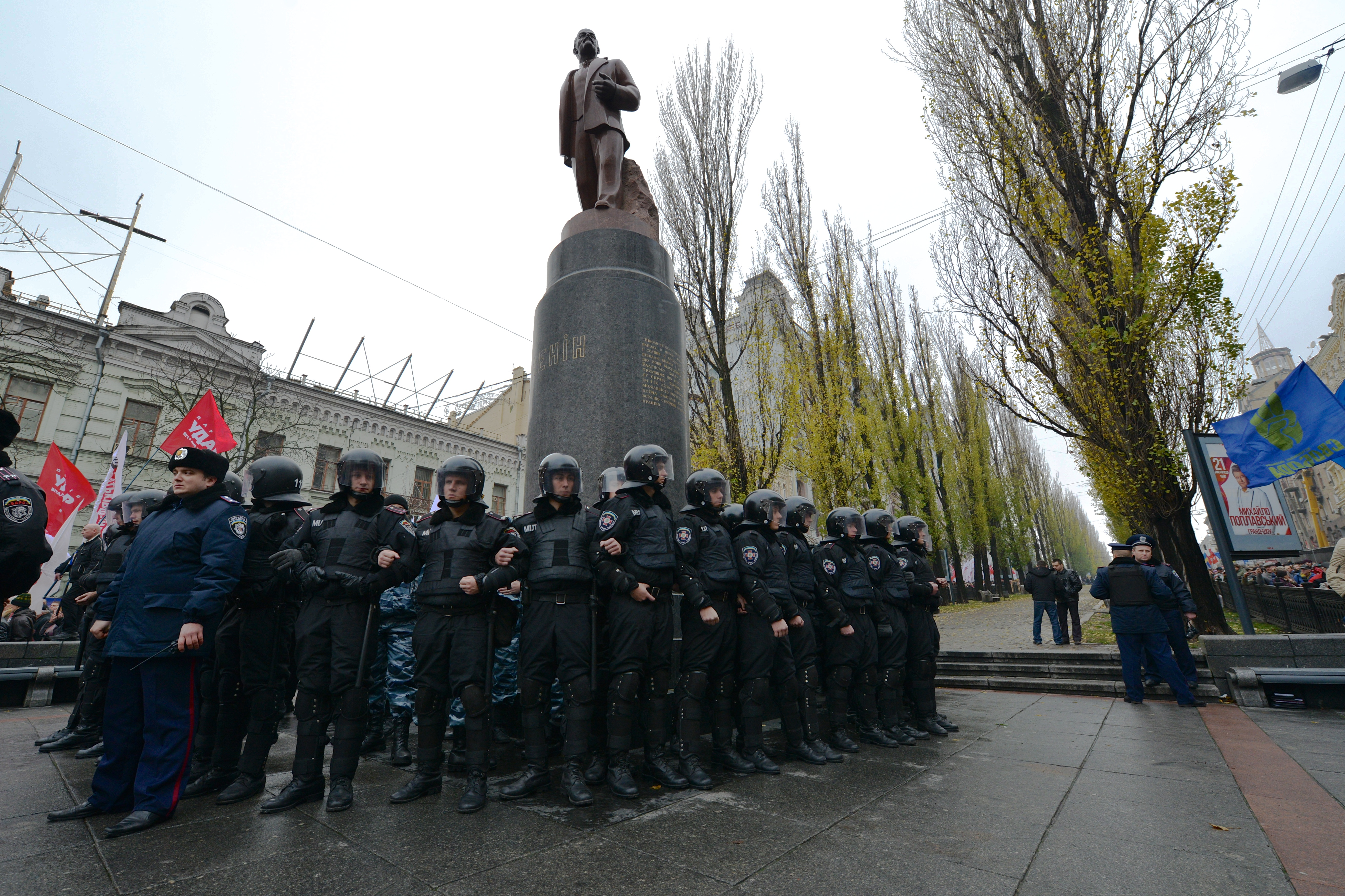
Міліція на захисті пам'ятника 24 листопада 2013
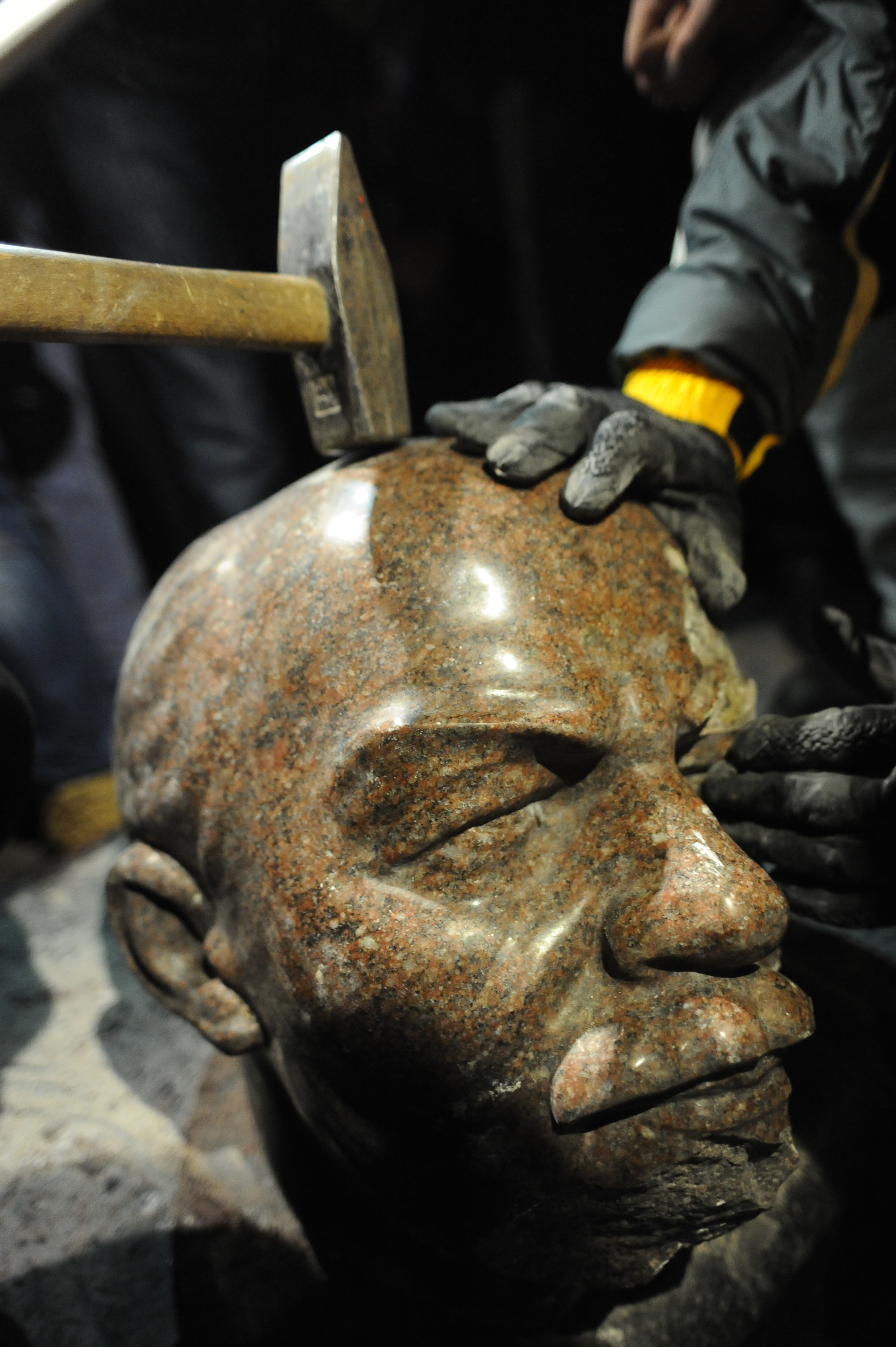
Мітингуючі водколюють шматки від голови пам'ятника
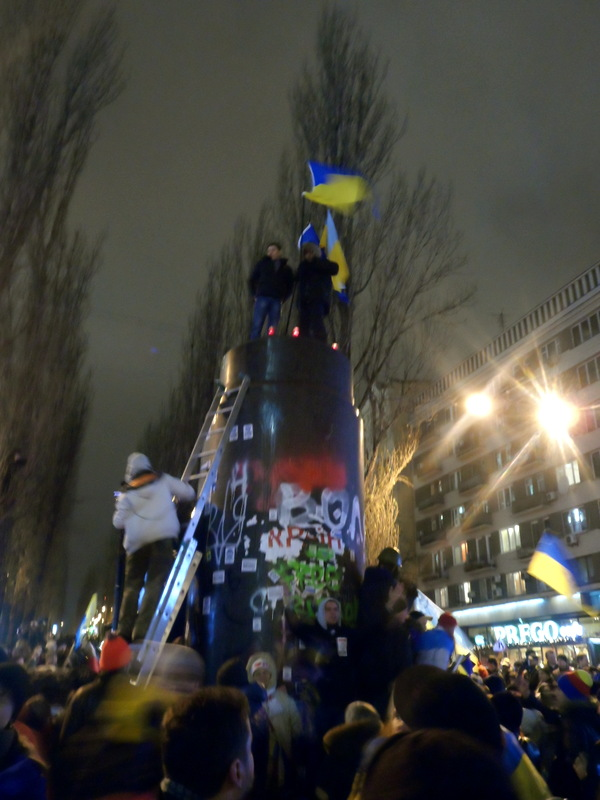
Постамент після зруйнування пам'ятника, 8 грудня 2013
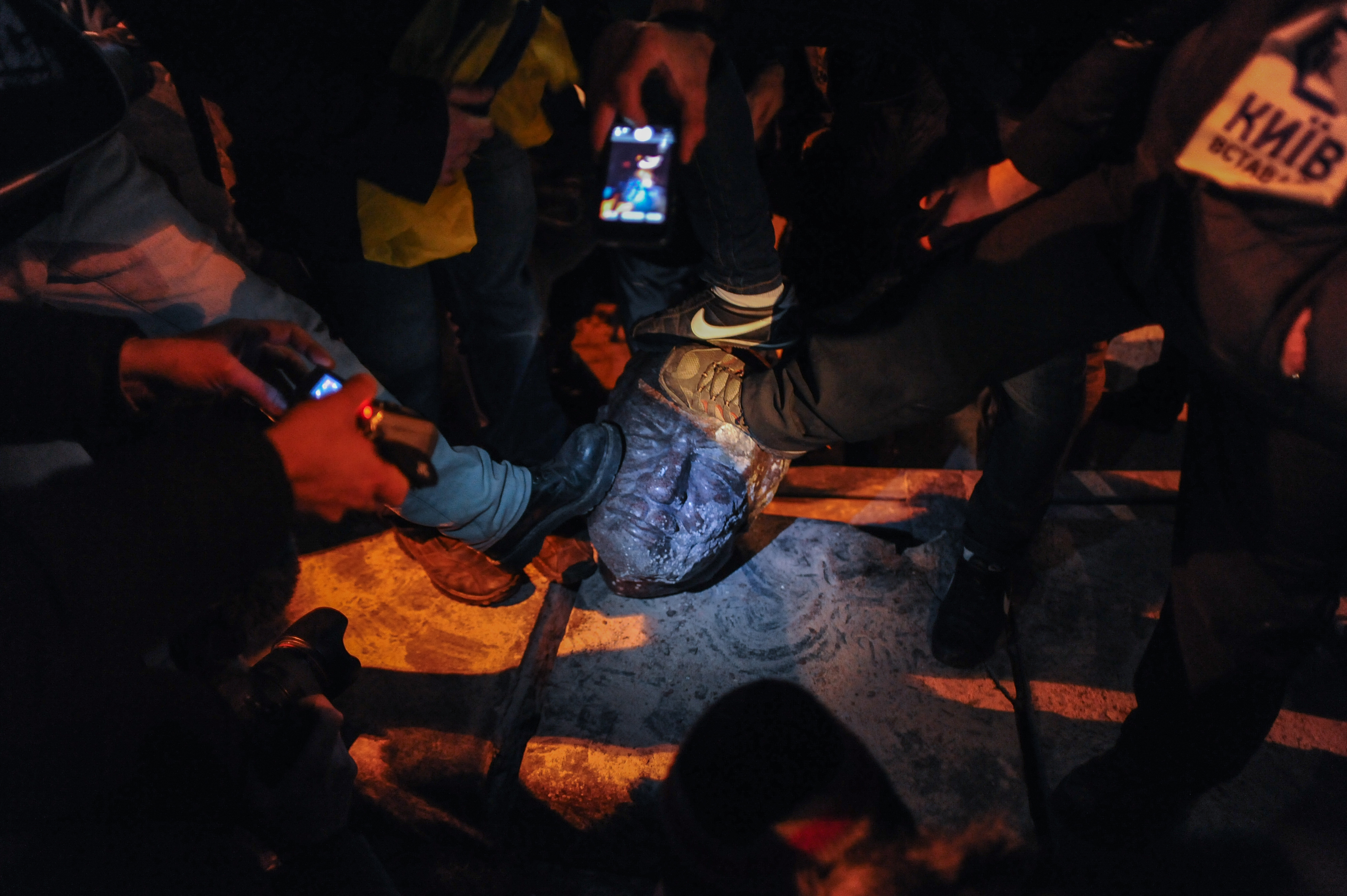
Мітингуючі копають голову зруйнованого пам'ятника, 8 грудня 2013
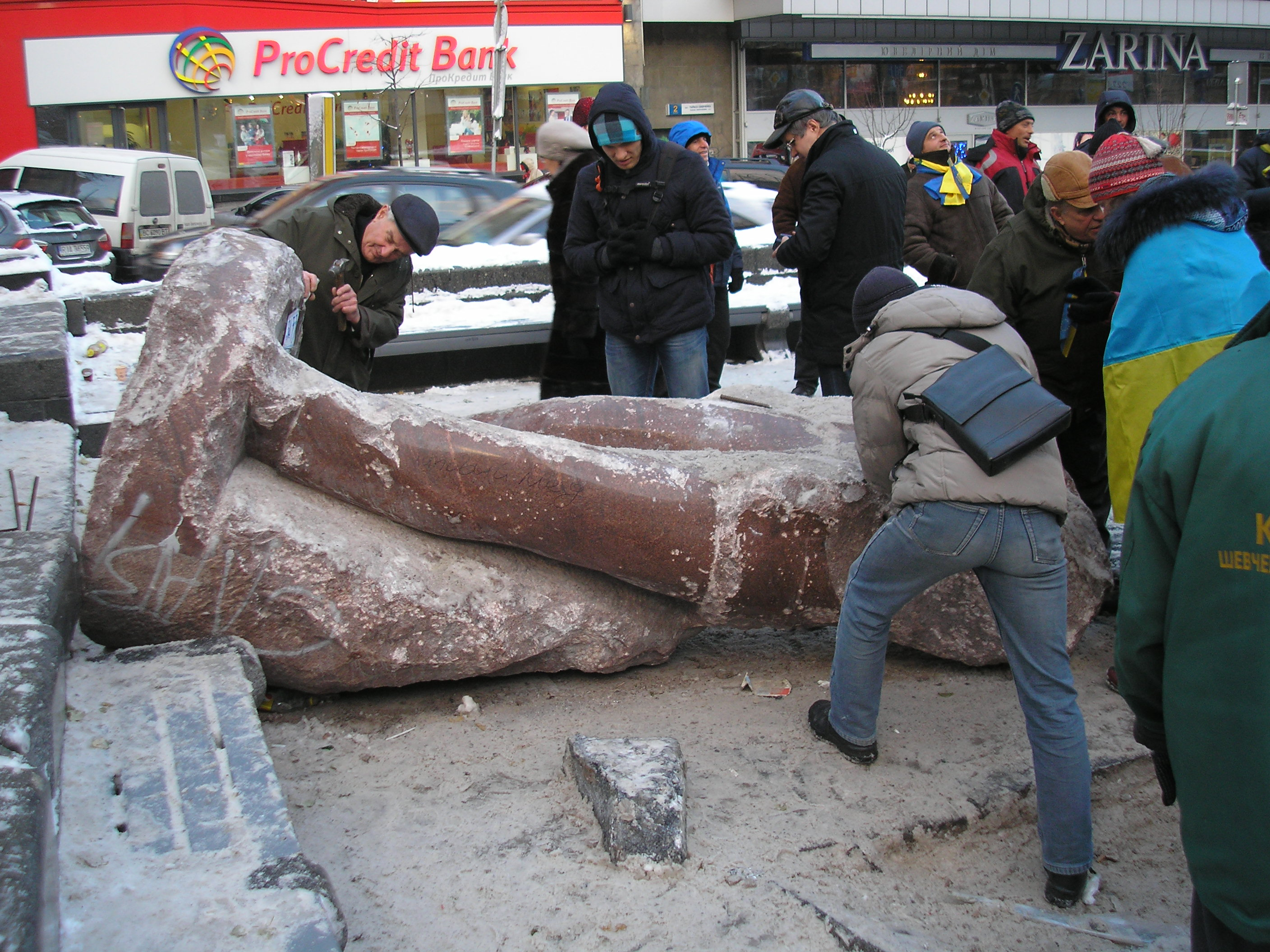
10 грудня 2013
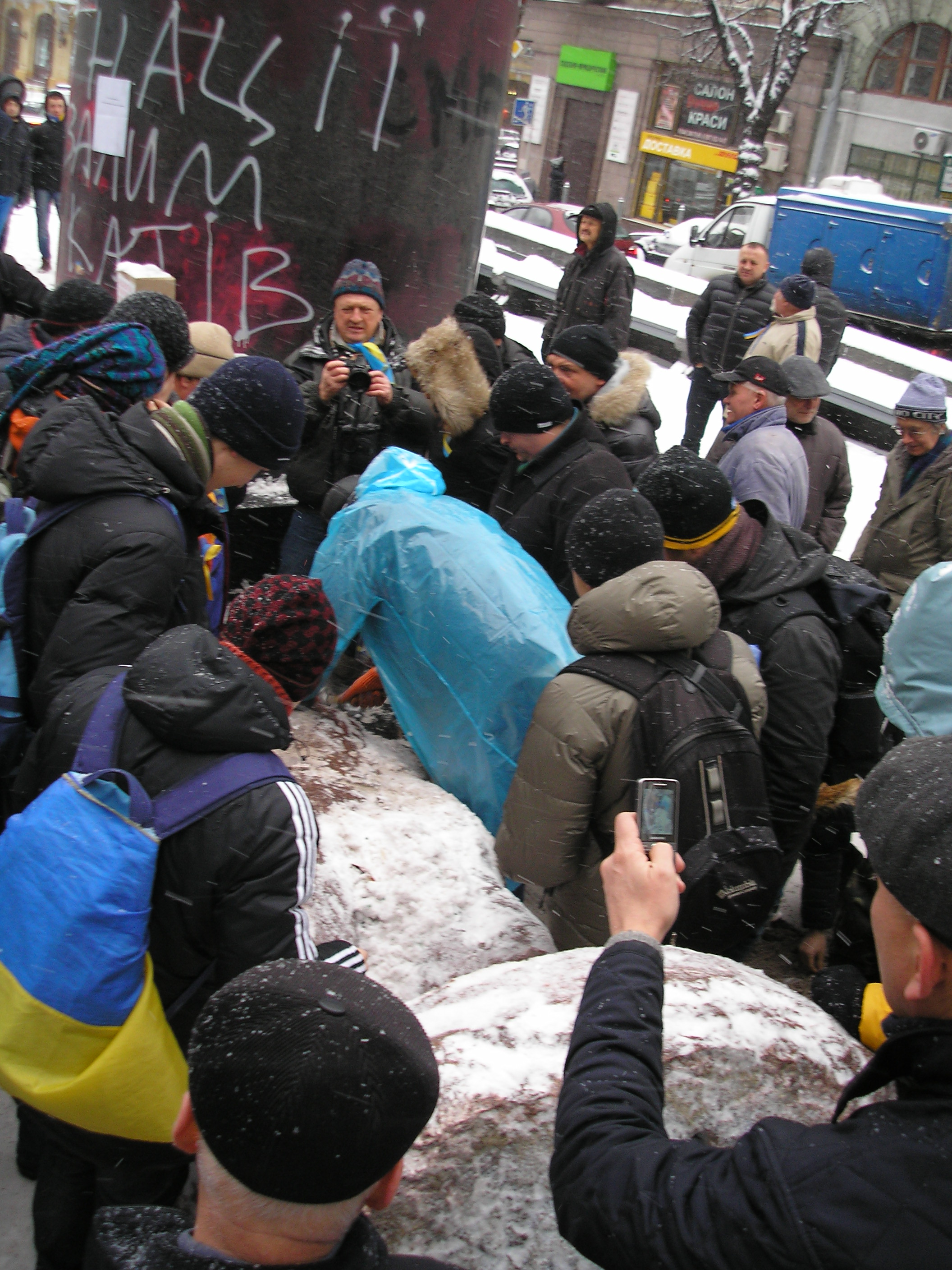
Розбір пам'ятника на сувеніри, 12 грудня 2013
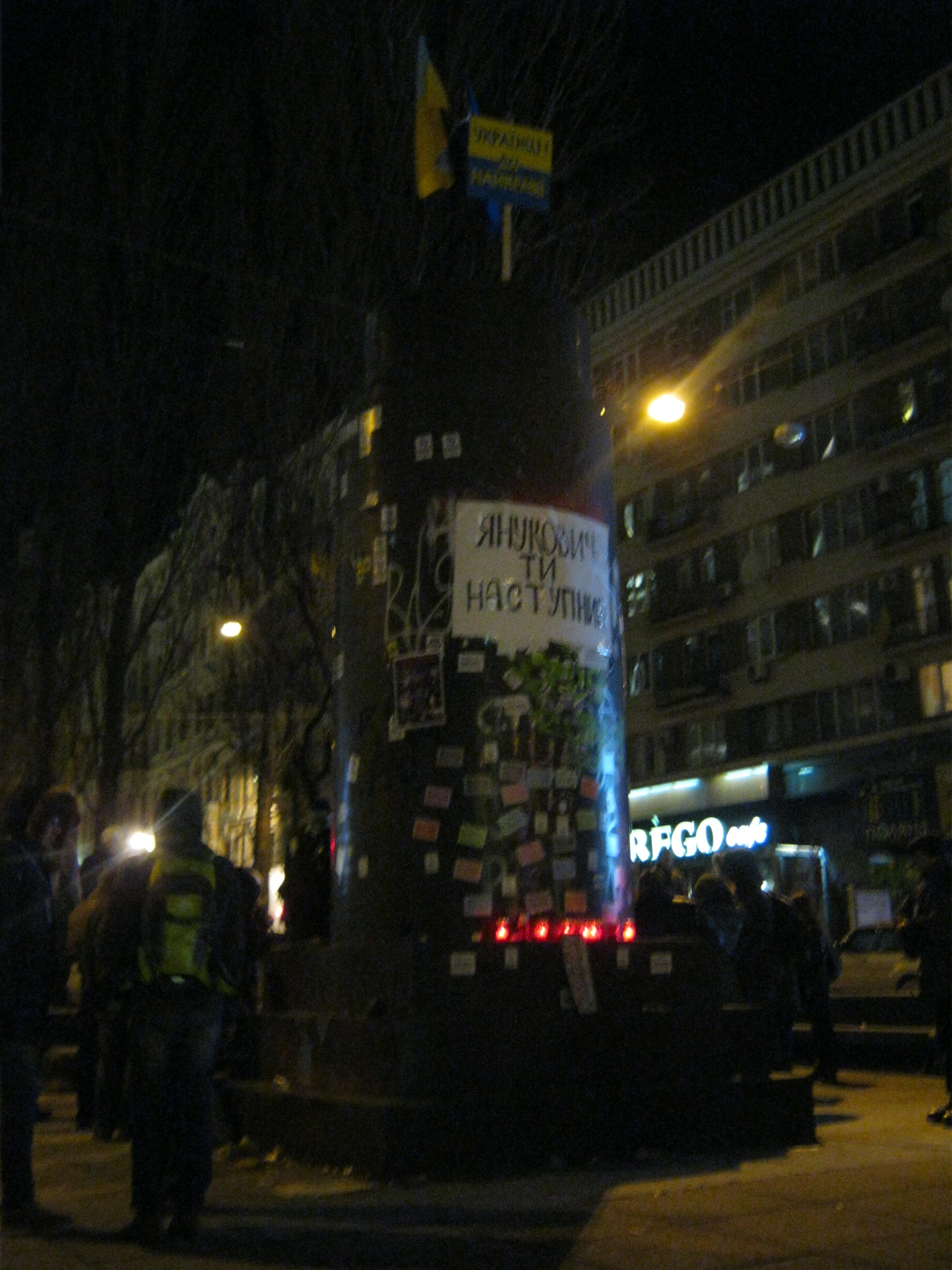
Постамент пам'ятника Леніну після його повалення з плакатом "Янукович, ти наступний" 8 грудня 2013
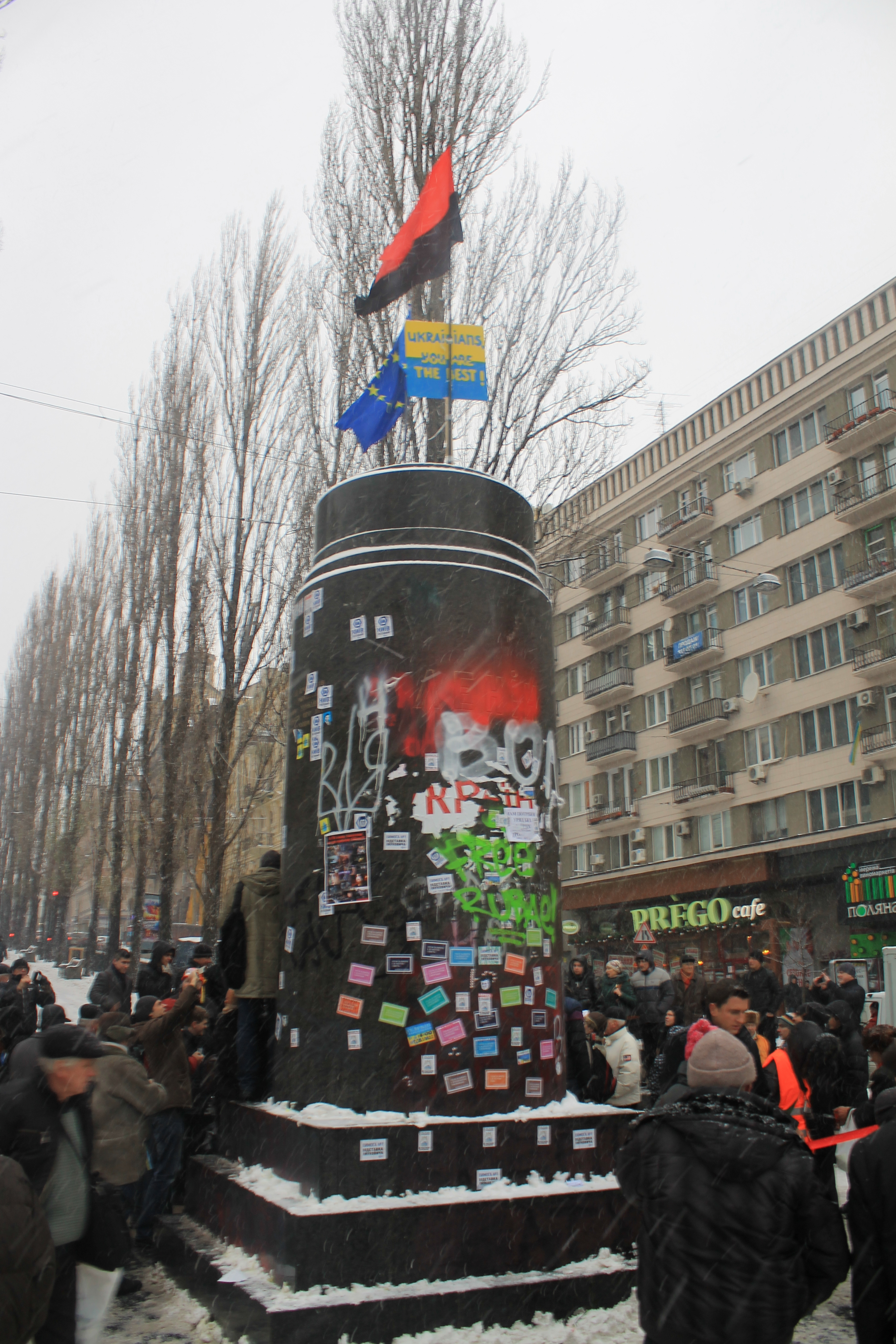
Постамент Леніна, вид з боку Хрещатика, 9 грудня 2013
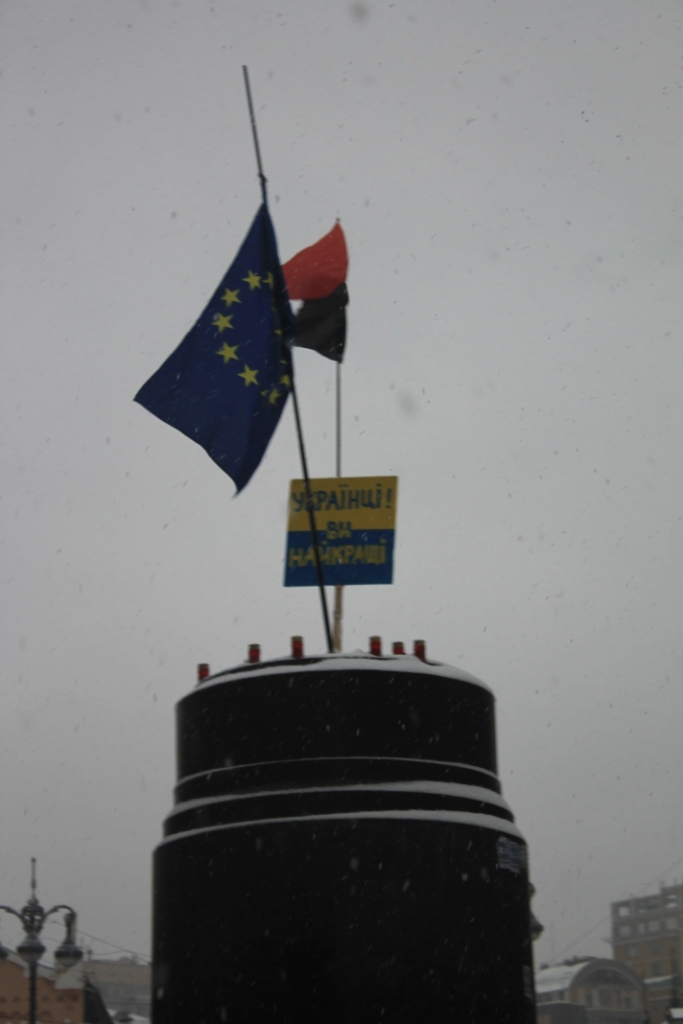
Постамент Леніна, вид з боку бульвару Шевченка, 9 грудня 2013
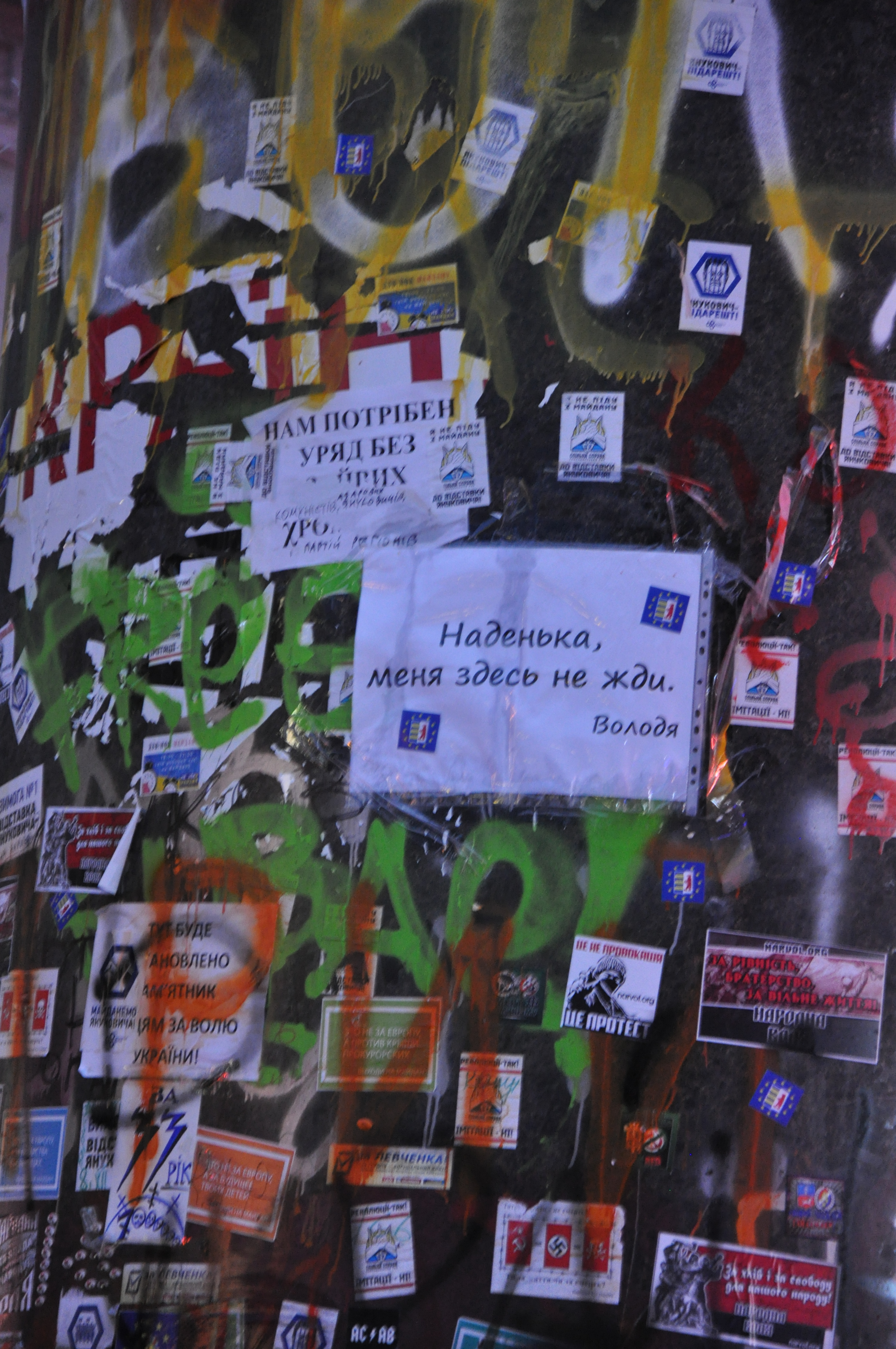
«Наденька, меня здесь не жди» Володя.
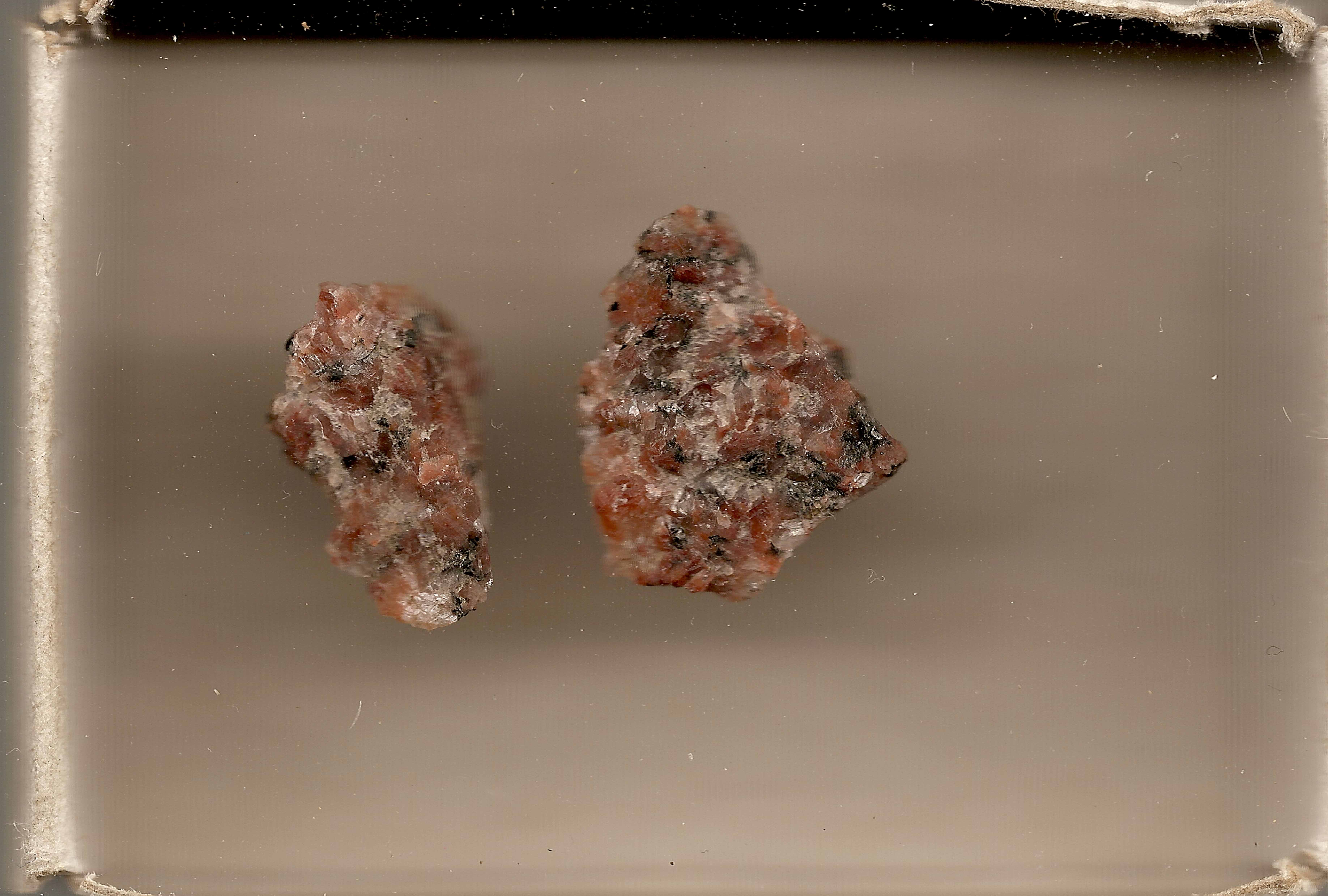
Уламки пам'ятника